# Eva Lorenzoni
Eva Lorenzoni (Manerbio, 15 gennaio 1986) è una politica italiana, deputata per la Lega dal 2018.

## Biografia
Aderisce in giovane età al Movimento Giovani Padani, di cui è stata coordinatrice fino al 2012, è tesserata nella Lega dal 2006.
Dal 2009 al 2014 è consigliere comunale e Assessore alla Sicurezza e al Territorio nel suo comune nativo, Gambara, nel 2014 è riconfermata in Consiglio.
Viene candidata in terza posizione, dopo Simona Bordonali (eletta all'uninominale di Brescia) e Giuseppe Donina, alle elezioni del 2018 dalla Lega - Salvini Premier nel collegio plurinominale di Brescia alla Camera dei Deputati, venendo quindi eletta deputata.
Fa parte della XI Commissione Lavoro e della Commissione Parlamentare d'inchiesta sui fatti avvenuti presso la Comunità "Il Forteto".